# 1600
1600 (MDC) je bilo prestopno leto, ki se je po gregorijanskem koledarju začelo na soboto, po 10 dni počasnejšem julijanskem koledarju pa na torek.

## Dogodki
- 17. februar - Giordano Bruno je v Rimu zažgan na grmadi zaradi herezije.
- 2. julij - Nizozemska osamosvojitvena vojna: bitka pri Neuportu med nizozemsko in špansko vojsko.
- 31. december - Britanska vzhodnoindijska družba dobi kraljevo ustanovno listino.

## Rojstva
- 17. januar - Pedro Calderón de la Barca, španski dramatik († 1681)
- 28. januar - Papež Klemen IX. († 1669)
- 3. marec -  Jurij Gika, moldavski in vlaški knez  († 1664)

## Smrti
- 17. februar - Giordano Bruno, italijanski filozof, matematik, astronom (* 1548)
- 12. oktober - Luis de Molina, španski jezuit, teolog, filozof (* 1535)
- Vidžnjana Bhikšu, indijski hindujski filozof (* neznano)